# Acacia cuernavacana
Acacia cuernavacana là một loài thực vật có hoa trong họ Đậu. Loài này được (Britton & Rose) Sandwith miêu tả khoa học đầu tiên.